# Empoasca ratka
Empoasca ratka är en insektsart som beskrevs av Irena Dworakowska 1977. Empoasca ratka ingår i släktet Empoasca och familjen dvärgstritar. Inga underarter finns listade i Catalogue of Life.